# Ломба (Авелино)
Ломба је насеље у Италији у округу Авелино, региону Кампанија.
Према процени из 2011. у насељу је живело 107 становника. Насеље се налази на надморској висини од 451 м.